# Maghnia (distrito)
Maghnia é um distrito localizado na província de Tremecém, no noroeste da Argélia. Em 2008, sua população era de 126 078 habitantes.